# Brachylomia pygmaea
Brachylomia pygmaea är en fjärilsart som beskrevs av Max Wilhelm Karl Draudt 1950. Brachylomia pygmaea ingår i släktet Brachylomia och familjen nattflyn. Inga underarter finns listade i Catalogue of Life.